# David Lean
Sir David Lean (25. ožujka 1908. – 16. travnja 1991.) bio je  engleski filmski redatelj i producent, najpoznatiji po epskim filmovima kao što su Lawrence od Arabije, Most na rijeci Kwai i Doktor Živago.

## Rani život
Rođen je u Croydonu, Gornji London u obitelji Francisa Williamsa le Bounta Leana i Helene Tangyje. Njegovi roditelji bili su kvekeri, a on je pohađao kvekersku školu u Readingu.

## Filmska karijera

### Montaža
Lean je počeo na dnu, kao pomoćnik zadužen za klapu. Oko 1930. je radio kao montažer na filmskim žurnalima. Njegova karijera u dugometražnim filmovima počela je s Escape Me Never 1935.
Montirao je filmske produkcije Gabriela Pascala dvaju kazališnih komada  Georgea Bernarda Shawa, Pygmalion (1938.) i Major Barbara (1941.), te filmova Powella i Pressburgera, Forty-Ninth Parallel (1941.) i One of Our Aircraft is Missing (1942.).

### Režiranje
Njegov prvi redateljski posao bila je suradnja s Noelom Cowardom na komadu In Wich We Serve (1942.), a nakon toga je uspješno adaptirao nekoliko Cowardovih komada u filmove. Neki od njih bili su This Happy Breed (1944.), Blithe Spirit (1945.) i Brief Encounter (1945.). Nakon toga su slijedile dvije uspješne adaptacije romana  Charlesa Dickensa -  Velika očekivanja (1946.) i  Oliver Twist (1948.), kao i The Sound Barrier (1952.), suradnja s dramatičarom Terenceom Rattiganom, i ono što mnogi smatraju najboljom verzijom Hobsonova izbora (1954.), temeljenoj na komadu Harolda Brighousea.
Film Ljetno doba (1955.) označio je novu eru i za Leana. Bio je to njegov prvi film u boji, a u potpunosti je sniman u  Veneciji. U glavnoj ulozi je nastupila Katharine Hepburn kao srednjovječna Amerikanka koja doživljava romansu na ljetovanju u Veneciji.
Sljedećih godina, Lean je snimio blockbustere po kojima je i najbolje poznat: Most na rijeci Kwai (1957.), za koji je dobio Oscara, nakon čega je slijedio još jedan za  Lawrencea od Arabije (1962.). Doktor Živago (1965.) bio je još jedan veliki hit, ali nakon srednje uspješne  Ryanove kćeri 1970., prestao je režirati sve do filma Put u Indiju (1984.), koji će mu biti i zadnji. 1984. je dobio titulu viteza.
Planirao je epsku produkciju Nostroma Josepha Conrada, ali je umro od raka u 83. godini. Marlon Brando, Paul Scofield, Anthony Quinn, Christopher Lambert, Isabella Rossellini i Dennis Quaid bili su među glumcima koji su trebali nastupiti u filmu.
Nostromo će se ipak snimiti, ali kao miniserija u produkciji BBC-a.

## Reputacija
Leanova kritička reputacija se mijenjala tijekom godina. Dok su njegovi rani britanski filmovi zaradili gotovo jednoglasne pohvale, njegovi epski filmovi bili su predmet kontroverzi i diskusija.
Neki kritičari, kao što su Pauline Kael i Andrew Sarris, nisu imali dobro mišljenje o epicima, tvrdeći kako su to vizualni spektakli bez imalo kompleksnosti - mišljenje koje će Leanovi oštri kritičari zadržati do danas. U svojoj recenziji Doktora Živaga, Richard Schickel je napisao kako je film, iako s mnogo grešaka, veliki film ako se u obzir uzme samo vizualni dojam; međutim, mnogi drugi kritičari su hvalili scenarije Leanovih epova (koje su napisali Carl Foreman, Michael Wilson i Robert Bolt), koje su smatrali inteligentnijim, literarnijim i vjerodostojnijim od mnogih drugih scenarija za epske filmove.
Kao što je sam Lean istaknuo, njegove filmove su najviše cijenili njegovi kolege redatelji. Steven Spielberg i Martin Scorsese su posebno bili veliki obožavatelji Leanovih epskih filmova, te su obojica tvrdila kako je on izvršio velik utjecaj na njihov rad. (Obojica su pomagala u restauraciji Lawrencea 1989. koji je, kad je ponovno objavljen, oživio Leanovu reputaciju).

## Zanimljivosti
- Uloga Petera O'Toolea kao ekscentričnog redatelja u filmu Kaskader (1980.) je djelomično temeljena na Leanu, koji je surađivao s O'Tooleom na Lawrenceu od Arabije.
- Često je navodio Johna Forda kao jednog od svojih omiljenih redatelja, a koristio je njegove Tragače (1956.) kao referencu dok je snimao epske filmove (npr. Lawrence i Živago). Drugi veliki utjecaj bio je film Kinga Vidora, Velika parada (1926.), na koji se referirao u sceni iz Živaga.
- Omiljeni je redatelj Stevena Spielberga, Martina Scorsesea,  Georgea Lucasa i mnogih drugih. Lucas se referirao na njegove filmove (posebno na Lawrencea kroz svoj serijal Ratovi zvijezda.
- Nekoliko puta je pokušao surađivati s Marlonom Brandom, kojem je namijenio ulogu Victora Komarovskog u Doktoru Živagu (koja je otišla Rodu Steigeru), kao i bojnika u Ryanovoj kćeri, a imao ga je u vidu i za produkciju Nostroma kojeg je planirao snimiti prije smrti. Međutim, nije mu htio dati naslovnu ulogu u Lawrenceu, jer je preferirao engleskog glumca; Spiegel je htio Branda za ulogu T.E. Lawrencea, dok je Lean bio protiv.
- Režirao je neke scene filma Najveća priča ikad ispričana (1965.), dok je George Stevens obavljao lokacijska snimanja u Nevadi. U većini njegovih scena pojavili su se Claude Rains i Jose Ferrer, koji su prije toga radili s njim u Lawrenceu od Arabije.
- Na šest filmova je surađivao s Alecom Guinnessom. Dvojica su se ponekad tukli; Lean je adaptirao Guinnessovu kazališnu verziju Velikih očekivanja za svoj drugi film te se tako osjećao odgovornim za Guinnessovu filmsku karijeru; Guinness je odmah odbacio takvu tvrdnju. To, uz Guinnessov perfekcionizam i teški karakter i ono što je smatrao Leanovim autoritarnim držanjem na snimanju filma, uzrokovalo je svađu gotovo na svakom filmu na kojem su radili zajedno. Unatoč razlikama, dvojica su uvijek imali visoko mišljenje o drugome te su nastavili raditi zajedno tijekom svojih karijera.
- Među filmovima koje je pokušao snimiti, ali je bio prisiljen prepustiti drugima, bili su The Wind Cannot Read (1958.),  Bounty (1984.), Moja Afrika (1985.) i Carstvo sunca (1987.).
- U devedestima je u njegovom rodnom Gornjem Londonu izgrađeno kino u njegovu čast, The David Lean cinema.

## Filmografija
- Borimo se na moru (1942.)
- This Happy Breed (1944.)
- Blithe Spirit (1945.)
- Brief Encounter (1945.)
- Velika očekivanja (1946.)
- Oliver Twist (1948.)
- The Passionate Friends (1949.)
- Madeleine (1950.)
- The Sound Barrier (1952.)
- Hobsonov izbor (1954.)
- Ljetno doba (1955.)
- Most na rijeci Kwai (1957.)
- Lawrence od Arabije (1962.)
- Doktor Živago (1965.)
- Ryanova kći (1970.)
- Put u Indiju (1984.)

## Vanjske poveznice
- David Lean u internetskoj bazi filmova IMDb-u (engl.)
- David Lean @ Screen Online.org
- Senses of Cinema: Great Directors Critical Database, Biography by Alain Silver
- Biography at British Film Institute